# Caloplaca chlorina
Caloplaca chlorina är en lavart som först beskrevs av Julius von Flotow och som fick sitt nu gällande namn av Henri Jacques François Olivier. 
Caloplaca chlorina ingår i släktet orangelavar och familjen Teloschistaceae. Arten är reproducerande i Sverige. Inga underarter finns listade i Catalogue of Life.